# Serguéi Ivanov
Serguéi Borísovich Ivanov (en ruso: Серге́й Бори́сович Ивано́в) es un político ruso. Se desempeña como Enviado Presidencial Especial para Asuntos de Actividades Ambientales, Ecología y Transporte desde el 12 de agosto de 2016.
Ivanov fue ministro de Defensa de Rusia desde marzo de 2001 hasta febrero de 2007, vice primer ministro de 2008 a 2011 y Jefe de Gabinete de la Oficina Ejecutiva Presidencial de 2011 a 2016. Pertenece al círculo íntimo de silovik de Putin.

## Biografía
Serguéi Ivanov nació en 1953 en Leningrado. Tras realizar estudios de Filología ingresó en el Instituto Superior del KGB de Minsk. En agosto de 1998 es nombrado director adjunto del Federálnaya Sluzhba Bezopásnosti (FSB, anteriormente KGB). 
Se convierte en secretario del Consejo de Seguridad de Rusia. Por Decreto presidencial número 353, el 28 de marzo de 2001 es nombrado ministro de Defensa. Es nombrado vice primer ministro encargado de la Defensa y del Complejo militar-industrial por Vladímir Putin el 14 de noviembre de 2005.
Ivanov fue considerado como un posible candidato en las elecciones presidenciales de 2008. Su carrera por la presidencia, sin embargo, se vio empalidecida a raíz del caso Andréi Sychov, un joven soldado que fue objeto de malos tratos en enero de 2006, en el marco de las llamadas novatadas durante su servicio militar, de resultas de los cuales debieron amputárseles sus piernas y sus testículos. El ministro Ivanov quiso minimizar los malos tratos sufridos por Sychov, por lo que algunas asociaciones hicieron circular una petición de dimisión de Ivanov, que llegó a reunir 10 000 firmas y fue enviada al presidente Putin.